# Solaria Energía y Medio Ambiente
Solaria Energía y Medio Ambiente, S.A. es una empresa española dedicada al desarrollo y generación de energía solar fotovoltaica.
Tiene el objetivo de tener instalados 18 GW de energía limpia de emisiones en 2030, en línea con la Agenda 2030 y los Objetivos de Desarrollo Sostenible de la Unión Europea.
Desde sus inicios, en el año 2002, se ha especializado en las energías renovables y, más específicamente, en la implantación y desarrollo de tecnología solar fotovoltaica, pasando desde la fabricación de paneles fotovoltaicos hasta el desarrollo y gestión de plantas solares.
Cuenta con una larga trayectoria en la bolsa española, de la que es parte y cotiza desde 2007. En 2020 culminó este camino con la entrada en el selectivo español IBEX 35.

## Activos
Solaria cuenta con un total de 3,2 GW en operación y construcción, de los cuales 1.658 MW se encuentran en operación.

### España
- RENEDO - 26 MW (Renedo, Valladolid)
- BELINCHÓN - 24 MW (Belinchón, Cuenca)
- PALACIOS DEL ARZOBISPO I - 30 MW (Palacios del Arzobispo, Salamanca)
- VALDELOSA I - 30 MW (Valdelosa, Salamanca)
- SANTIZ 1 - 50 MW (Valdelosa, Salamanca)
- TORDESILLAS 1 - 30 MW (Tordesillas, Valladolid)
- TORDESILLAS 2 - 50 MW (Tordesillas, Valladolid)
- TORDESILLAS 3 - 15 MW (Tordesillas, Valladolid)
- MEDINA - 30 MW (Medina del Campo, Valladolid)
- POLEÑINO - 30 MW (Poleñino, Huesca)
- EL BALDÍO - 20 MW (Casatejada, Cáceres)
- MAGACELA - 10,9MW (Magacela, Badajoz)
- VILLANUEVA - 10,7MW (Villanueva de la Serena, Badajoz)
- FUENMAYOR - 10,44MW (Fuenmayor, La Rioja)
- VILLAMAÑÁN - 1,1 MW (Villamañán, León)
- MACAEL - ESPAÑA MW (Macael, Almería)
- PUERTOLLANO 500 - 0,64 MW (Puertollano, Ciudad Real)
- PRONATURE/PSP4 - 0,095 MW (Puertollano, Ciudad Real)
- EL BALDÍO II - 20 MW (Cáceres)
- SIRIUS - 50 MW (Zamora)
- URSA - 50 MW (León)
- SIGMA - 30 MW (Palencia)
- ALGIEDI - 25 MW (Palencia)
- CAPRICORNIUS - 25 MW (Palencia)
- ALCAÑIZ - 31 MW (Valladolid)
- AÑOVER - 50 MW (Toledo)
- CASTOR - 50 MW (Toledo)
- CALERA - 16 MW (Toledo)
- DELPHINUS - 50 MW (Zamora)
- DRACO - 50 MW (Zamora)
- HÉRCULES - 30 MW (Zamora)
- ARMUS - 50 MW (Palencia)
- CIFUENTES-TRILLO - 626 MW (Guadalajara)
- HINOJOSAS - 50 MW (Ciudad Real)
- ARIES - 50 MW (Valladolid)
- PEGASO - 82,5 MW (Valladolid)

### Italia
- UTA - 5,826 MW (Uta, Cerdeña)
- SAE1 - 4,297 MW (Serramanna, Cerdeña)

### Uruguay
- YARNEL - 11,6 MW (Área de Young)
- NATELU - 11,1 MW (Área de Mercedes)

### Grecia
ELASSONA -  0,4MW (Elassona)

### Portugal
- CASAIS DA MARMELEIRA - 12,1 MW (Alenquer)
- MENDO MARCO - 23,3 MW (Arraiolos)
- HERDADE DOS CANHOES - 13,7 MW (Alandroal)
- MONTE FALCATO - 14,1 MW (Elvas)

## Líneas estratégicas
El alto grado de especialización y experiencia de Solaria hacen que sea un referente en el desarrollo de energía solar fotovoltaica. Gestiona plantas en España, Italia, Portugal, Uruguay y Grecia y cuenta con un pipeline de más de 14.200 MW.
Una de sus fortalezas es que, gracias a su recorrido y tamaño mediano, es muy ágiles en la negociación con proveedores, administraciones y en la búsqueda de puntos de conexión. Además, cuenta con un equipo altamente cualificado. Estos factores suponen una considerable ventaja en cuanto a tiempos y costes.
Asimismo, financia sus proyectos a través de Project Finance, una modalidad de financiación a largo plazo acotada a la evolución de los proyectos, siendo deuda sin recurso a la matriz y hace el desarrollo y el mantenimiento de las plantas inhouse, reduciendo así el coste de inversión y de explotación.